# Bilis de oso

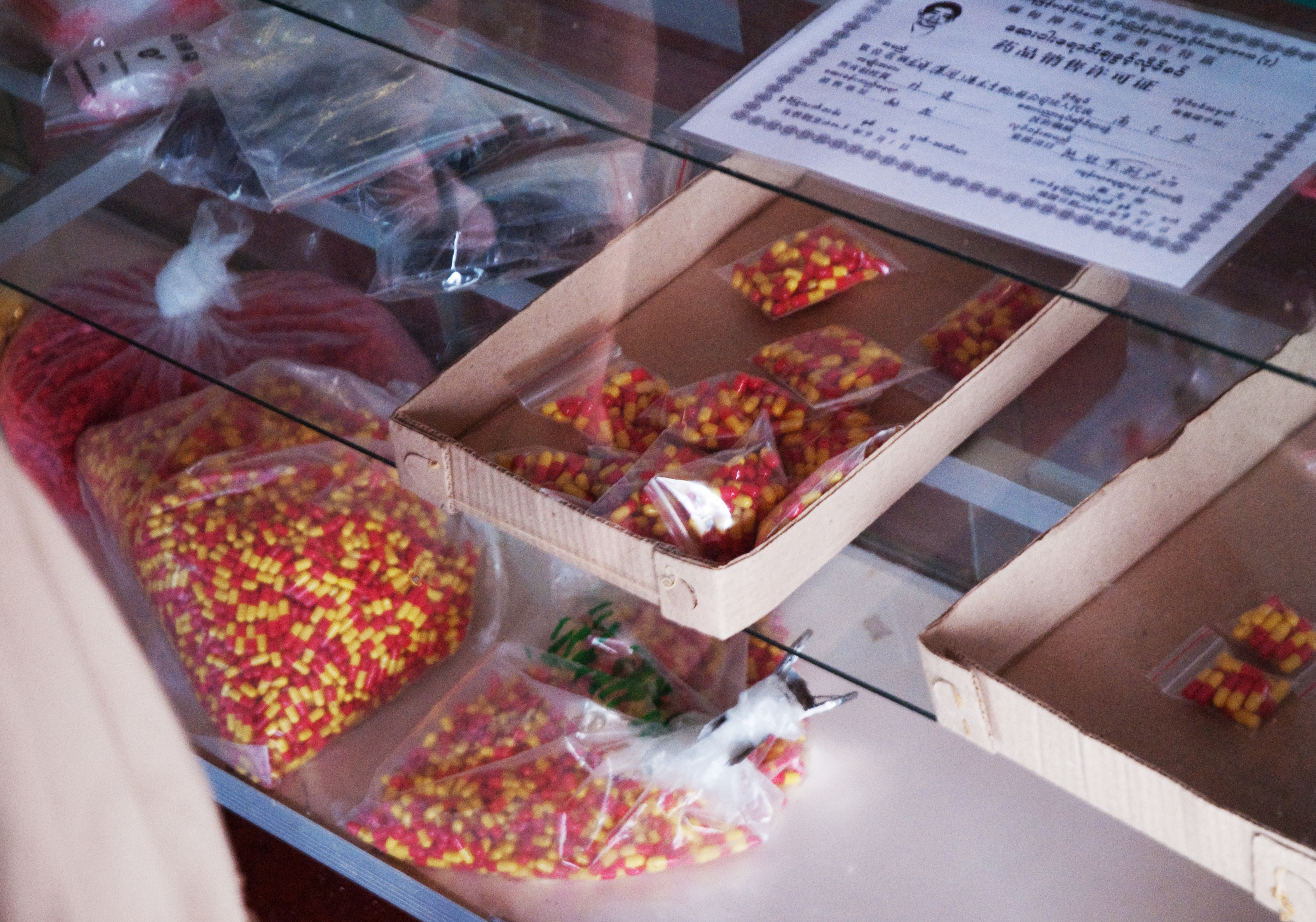
Bilis en píldoras

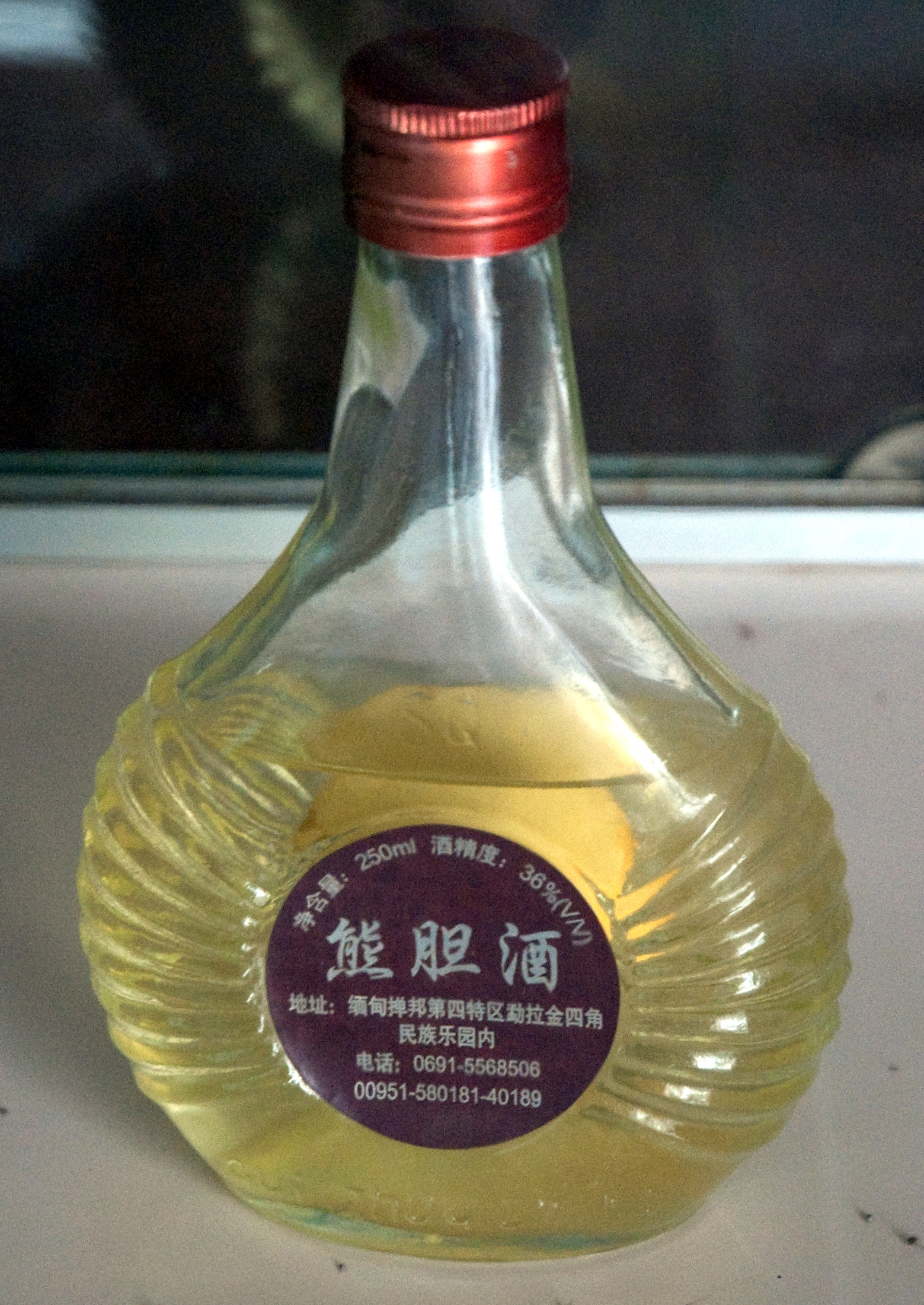
La Bilis de oso en forma líquida.

La bilis de oso es una sustancia extraída de la vesícula biliar del oso del Himalaya u oso negro asiático. Esta sustancia es usada como remedio de la medicina china tradicional.

## Extracción

### Cautiverio
Para facilitar la extracción, los osos son mantenidos en jaulas o crush cages de 2.6 x 4.4 x 6.5 pies (79 cm x 130 cm x 200 cm) para un animal que pesa de 110 a 260 libras (de 50 a 120 kg), dejándolos sin capacidad para maniobrar. Vivir en estas condiciones durante más de 25 años conlleva severos daños psicológicos y al atrofiamiento muscular.

### Método de extracción

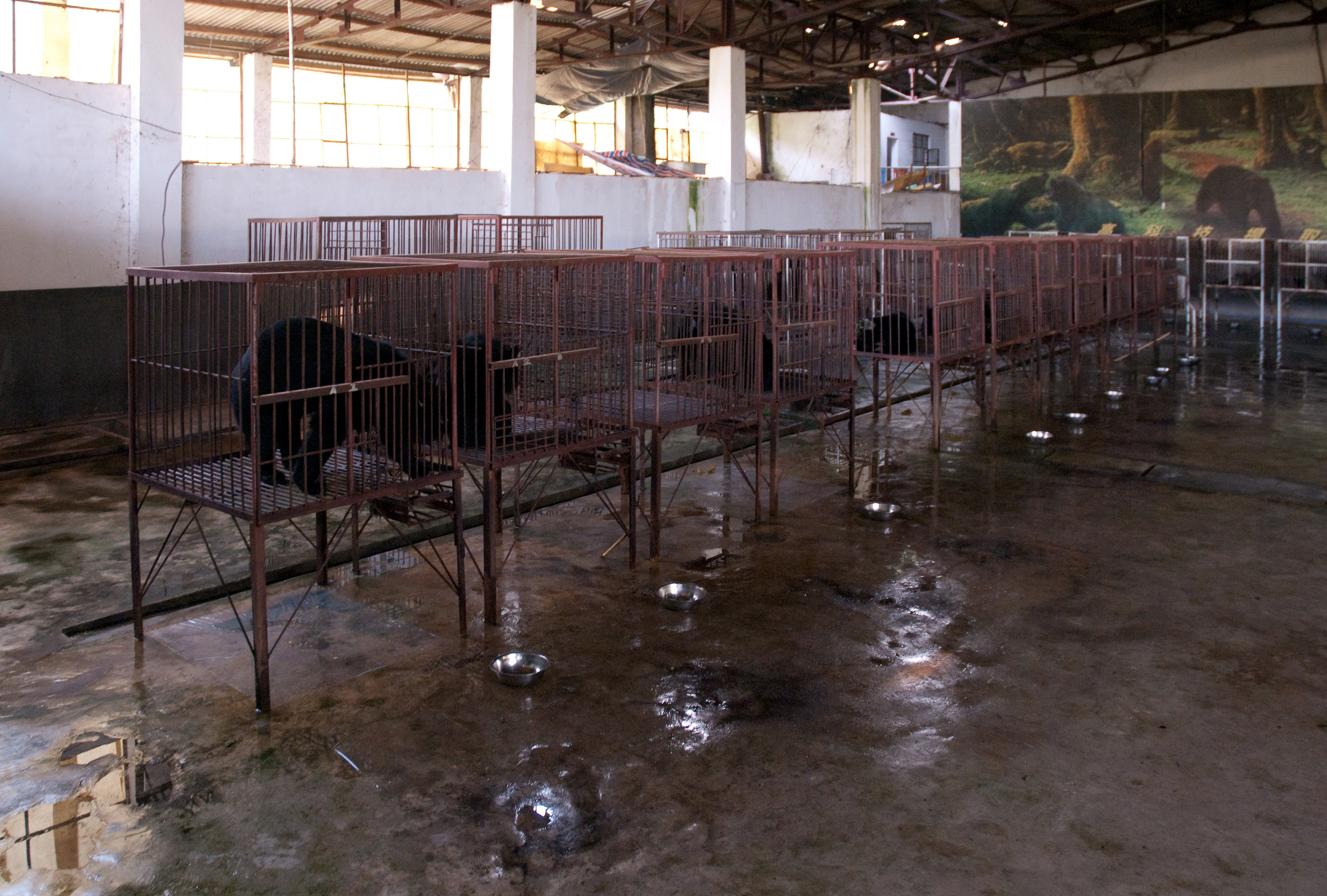
Granja de extracción.

La bilis de oso es extraída mediante a un agujero en el abdomen del oso, el cual no se cierra nunca, dejando a los animales bajo peligro de infecciones, enfermedades como tumores, cáncer y muerte por peritonitis.
Los osos están equipados con un chaleco de hierro, ya que a menudo tratan de matarse golpeando su estómago, ya que son incapaces de soportar el dolor. En agosto del 2011, un medio de prensa asiático reportó un incidente en el cual una madre estranguló a su cría, para luego suicidarse golpeándose la cabeza contra una pared. Esto como consecuencia del maltrato que reciben estos animales por el proceso de extracción y la forma de cautiverio.

## Usos
El uso de la bilis de oso puede dividirse en 2 categorías; como medicina (tratamiento y prevención) o como tónico y comida. La farmacopea china indica que sus acciones incluyen:
- Eliminar el calor del hígado
- Mejorar convulsiones y espasmos
- Mejorar la visión
- Limpiar el cuerpo de “calores” y materiales tóxicos

## Alternativas a la bilis de oso
Actualmente se han reconocido 65 alternativas herbales a la bilis de oso, entre las que podemos mencionar:

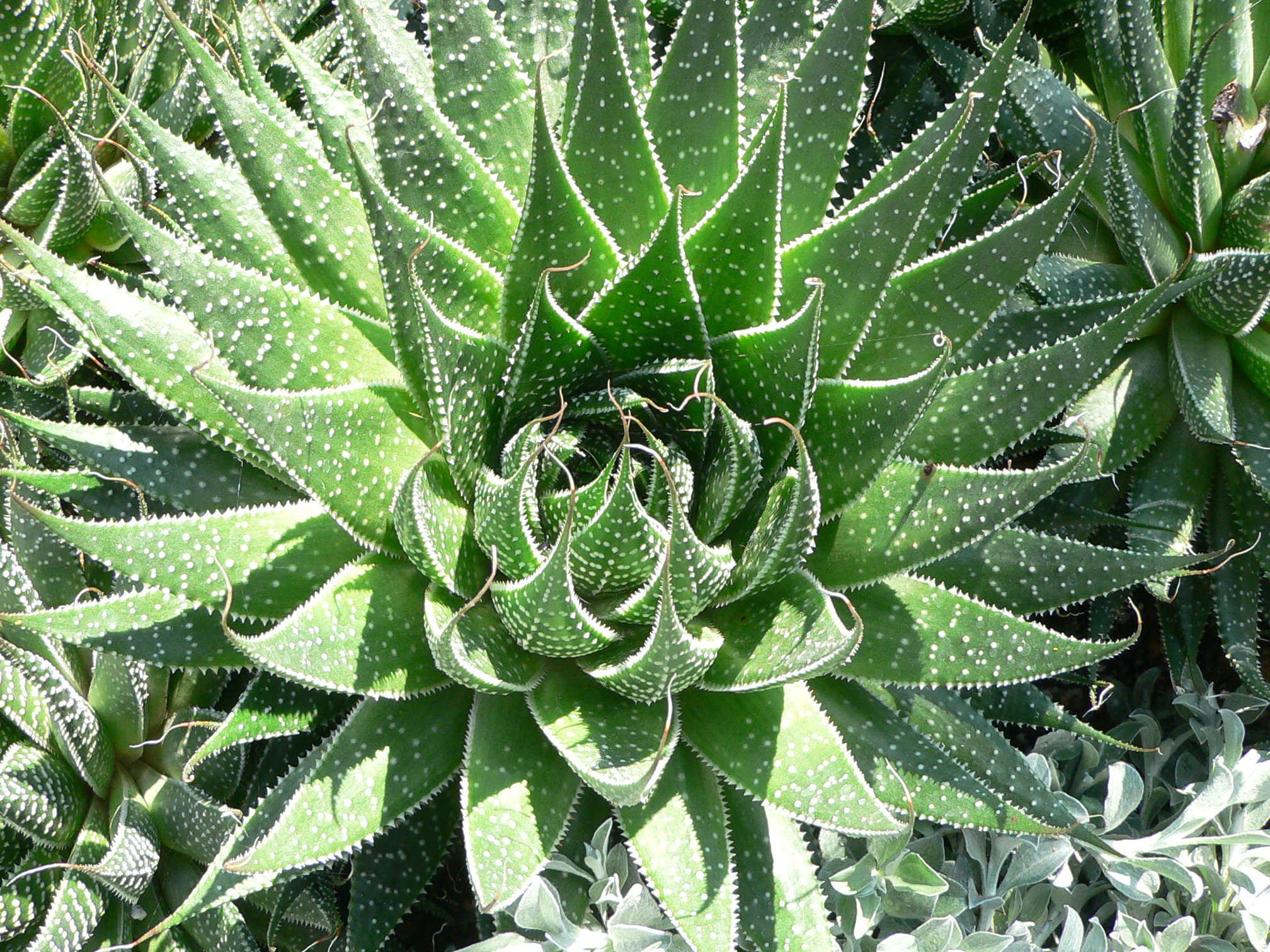
Planta de Aloe, una de posibles alternativas a la bilis

- Herba Lobeliae Chinensis
- Herba Hedyotidis Diffusae
- Herba Patriniae
- Gentianae
- Aloe
- Rhizoma Paridis
- Herba Viola
- Herba Taraxaci
- Indigo Naturalis
- Cortex Fraxini
- Radix Sophorae Subprostratae
- Herba Violae
- Semen Cassiae
- Flos Chrysanthemi
- Fructus viticis
- Flos Buddlejae
- Herba Equiseti Hiemalis
- Fructus Ligustri Lucid